# Gerolamo Quaglia
Gerolamo Quaglia   (São Paulo, 8 de febrer de 1902 - Gènova, 11 de novembre de 1985) va ser un lluitador italià, especialista en lluita grecoromana, que va competir durant la dècada de 1920.
El 1924 va prendre part en els Jocs Olímpics de París, on fou divuitè en la competició del pes ploma del programa de lluita grecoromana. Quatre anys més tard, als Jocs d'Amsterdam, guanyà la medalla de bronze en la categoria del pes ploma.